# 哲学探究
『哲学探究』（てつがくたんきゅう、独: Philosophische Untersuchungen、英: Philosophical Investigations）はルートヴィヒ・ウィトゲンシュタインによって執筆され、死後の1953年にアンスコムとリースによってまとめられた遺稿が出版された著作である。
同書は分析哲学において絶大な影響力を持つ。20世紀の最も重要な哲学書と評価され、オックスフォード学派を支配し、プラグマティズムと密接不可分な日常言語学派の形成に決定的な影響を与えた。

## 概要
ウィトゲンシュタインは『論理哲学論考』で示した前期の思想を1933年の『青色本』と『茶色本』で転換した。本書『哲学探究』は後期ウィトゲンシュタインの思想が示されている代表的な著作であり「言語ゲーム」や「家族的類似性」、「規則にしたがうこと」「私的言語の不可能性」「志向性」等の重要な概念について考察されている。

## 名称
かつて『哲学探求』とも訳されたが、原語をそのまま訳すると、「哲学的研究」が最も近いものとなる。日本語訳者がその表現を嫌い、「哲学研究」と訳したもので発表しようとしたものの、研究より探求のほうがよいのではないかと迷い、その結果まず研の文字だけ直したものが定着したという逸話を持つ。

## 内容
ウィトゲンシュタインは言語ゲームの概念によってあらゆる問題が分析できることを示している。世界とは物によって成り立っている世界ではなく言語ゲームによって成り立っており、既に価値や行為が言語と結合して存在していると考える。ウィトゲンシュタインは言語が完全に独立して存在することはできず、あらゆる語は何らかの言語ゲームにおいて使用されることで意味を持つ。ここに家族的類似性を見出すことが可能であり、ウィトゲンシュタインは従来の哲学で議論されてきたような行為や認識の主体を定義することなく、言語ゲームの中でおのずと感覚や感情、理解や信念が発生するものと捉えた。さらにウィトゲンシュタインは規則の問題について発見している。それは文法は言語の使用を決定できない、という命題に関する問題である。ウィトゲンシュタインの見解によれば、言語ゲームにおける言語の使用には何の根拠もなく行われるものである。つまりある特定の言語の使用が文法という規則に従うことも逆らうこともない。後から規則に従っている、または逆らっていると言うことは可能であるが、本質的に言語行為は規則から発生しているわけではない。このようなウィトゲンシュタインの立場はこれまでの哲学の研究にまったく異なる視点を提示している。ウィトゲンシュタインはこのような哲学的考察によって破壊できるものは「単なる幻影」と述べており、この幻影を破壊することによって言語の根底を明らかにすることが可能となると論じている。

## 和書

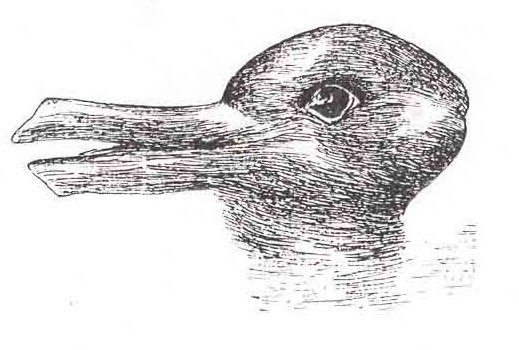
アヒルにもうさぎにも見える絵

- アヒルにもうさぎにも見える絵藤本隆志『ウィトゲンシュタイン全集 8 哲学探究』（大修館書店、1976年）
- 黒崎宏『ウィトゲンシュタイン『哲学的探求』第1部・読解』（産業図書、1994年）
- 黒崎宏『ウィトゲンシュタイン『哲学的探求』第2部・読解』（産業図書、1995年）
- 黒崎宏『『哲学的探求』読解』（産業図書、1997年）
- 中村昇『ウィトゲンシュタイン『哲学探究』入門』（教育評論社、2014年）

- 鬼界彰夫『『哲学探究』とはいかなる書物か: 理想と哲学 (ウィトゲンシュタイン『哲学探究』を読む)』（勁草書房、2018年）
- ルードウィッヒ・ウィトゲンシュタイン著、鬼界彰夫訳『哲学探究』（講談社、2020年）

## 書誌情報
- 『ウィトゲンシュタイン全集　第8巻　哲学探究』藤本隆志訳、大修館書店、1976年。ISBN 4-469-11018-3。
- 『哲学的探究 第1部』黒崎宏訳・解説、産業図書、1994年3月。ISBN 4-7828-0085-1。
- 『哲学的探究 第2部』黒崎宏訳・解説、産業図書、1995年1月。ISBN 4-7828-0090-8。
- 『『哲学的探求』読解』黒崎宏訳・解説、産業図書、1997年4月。ISBN 4-7828-0107-6。
- 『哲学探究』丘沢静也訳・野家啓一解説、岩波書店、2013年8月。ISBN 978-4-0002-4041-3。